# Lourdoueix-Saint-Michel
Lourdoueix-Saint-Michel település Franciaországban, Indre megyében. Lakosainak száma 303 fő (2022. január 1.). Lourdoueix-Saint-Michel Fresselines, Méasnes, Nouzerolles, Orsennes és Saint-Plantaire községekkel határos.

## Népesség
A település népességének változása:
| Lakosok száma | 756  | 567  | 503  | 391  | 332  | 325  | 315  | 299  | 299  | 303  |
|               | 1968 | 1982 | 1990 | 2006 | 2013 | 2015 | 2017 | 2019 | 2020 | 2022 |